# Xian de Nanchang
Le xian de Nanchang (南昌县 ; pinyin : Nánchāng Xiàn) est un district administratif de la province du Jiangxi en Chine. Il est placé sous la juridiction de la ville-préfecture de Nanchang.

## Démographie
La population du district était de 986 031 habitants en 1999.